# Пітер Шамлін
Пітер Елліотт Шамлін (англ. Peter Elliott Shumlin; нар. 24 березня 1956, Братлборо, Вермонт) — американський політик-демократ, губернатор штату Вермонт з 6 січня 2011 по 5 січня 2017.
Шамлін навчався у Buxton School і закінчив Весліанський університет. У 80-х роках він працював у міській раді Патні і допоміг там заснувати Landmark College. З 1990 по 1992 він був членом Палати представників Вермонту, а з 1992 по 2002 і з 2006 по 2011 — Сенату штату.
Розлучений, має двох доньок.